# Paramicrodon
Paramicrodon là một chi ruồi trong họ Syrphidae.